# Форма на държавно управление
Формата на държавно управление е начинът на структуриране и интегриране на висшите държавни органи, осъществявано чрез определени отношения спрямо тях и между тях.
Формата на държавното управление наред с формата на държавното устройство и политическия режим характеризират вида на държавата.
Формата на държавно управление показва:
- как се създават висшите органи на властта в държавата,
- тяхната структура,
- какви принципи са залегнали в основата на взаимодействието между държавните органи,
- как се осъществяват взаимоотношенията между върховната власт и редовите граждани,
- в каква степен организацията на държавните органи позволяват обезпечаването на правата и свободите на гражданите.

Тук е необходимо да се разграничат понятията „политически режим“ и „форма на управление“. Политическият режим по-скоро представлява социологическа характеристика на държавата и се отнася до голяма степен за отчуждението и прехода на властта в държавата, докато формата на управление описва как се сформират органите на държавната власт (по-скоро от гледната точка на процесуалните моменти), и как тези органи си взаимодействат един с друг.

## Видове форми на държавно управление
- република
  - президентска република
  - парламентарна република
  - полупрезидентска република
- монархия
  - абсолютна монархия
  - конституционна монархия
  - дуалистична монархия
  - парламентарна монархия

Някои политолози определят други форми на управление като:
- свръхпрезидентска република
- съветска република
- аристокрация
- джамахирия
- теокрация
- технокрация
- идеокрация
- олигархия
- плутокрация

### Според взимането на решенията
Аристархични форми
Аристархичните форми на управление традиционно се контролират и организират от малка група от квалифицирани хора, без намеса от страна на по-голямата част от обществото. Тази малка група обикновено има някаква обща черта. Обратното на аристархичното управление е какистокрацията (на гръцки: κακός – „лош“ и κρατειν – „управлявам“) – „управление на лошите“ (когато управлението попадне във възможно най-некомпетентните ръце).
| Термин       | Дефиниция |
| ------------ | --- |
| Аристокрация | Управление на елитни граждани; система на управление, при която управляващите са аристократи. Исторически думата „аристокрация“ означава хора с благородно потекло. В смисъла на управление, аристокрация е управление на „най-добрите“. По това аристокрацията се различава от нобилитета, при който има управление по кръвна линия, докато при ариктократичното управление има няколко или много кръвни линии, или управляващите се избират по различен начин. |
| Гениокрация  | Управление на интелигентните; система на управление, при която от тези, които искат да управляват творчеството, се изискват иновации, интелигентност и мъдрост. Вижте и Ноокрация – аристокрация на мъдрите. |
| Кратокрация  | Управление на силните; система на управление чрез физическа сила, политическа хитрост и социални маневри. Процесът наподобява естествения отбор. |
| Меритокрация | Управление на достойните; система на управление, в която групата се подбира въз основа на способностите, познанията в дадена област и приноса си към обществото. |
| Тимокрация   | Управление на честните; система на управление, ръководена от почтени граждани. |
| Технокрация  | Управление на учени и технически експерти; система на управление, при която решенията се взимат от хора с познания, умения и опит в съответните области. |

Автократични форми
Управленията с автократични атрибути са доминирани от един човек, който има цялата власт над хората в страната. Римската република издига диктатори, които да управляват по време на война; като те държат властта за определено или сравнително малко време. В по-съвременните времена, автократичното управление не е ограничавано от закони, конституции или социални и политически институции. След Втората световна война, много правителства в Латинска Америка, Азия и Африка са управлявани от авторитарни правителства. Примери за автократи са Иди Амин, Муамар Кадафи, Адолф Хитлер и Гамал Абдел Насър.
| Термин     | Дефиниция |
| ---------- | --- |
| Автокрация | Еднолично управление, при което решенията на управляващия не подлежат на никакви външни правни ограничения или регулирани механизми за контрол (с изключение може би на имплицитна заплаха).                                                          |
| Деспотизъм | Управление, при което цялата върховна държавна власт е концентрирана в ръцете на едноличен управник, наричан деспот, или на малка група лица, които имат право свободно да се разпореждат със съдбата на своите поданици.                             |
| Диктатура  | Управление, при което властта е концентрирана в ръцете на една личност (диктатор) или ограничена група от хора (партия, хунта, семейство и други). Диктатурата обикновено запазва властта си чрез насилие и/или чрез ограничаване на човешките права. |
| Фашизъм    | Управление, при което лидерът (лидерите) легитимира своите решения единствено в рамките на радикалната националистическа идеология. |

Монархически форми
Монархическите форми на управление са тези, при които решенията се взимат от император/ крал, цар (или съответно императрица/кралица, царица), който нерядко наследява позицията по линия на семейстото си, често наричано „кралското семейство“. Съществуват два основни и противоположни вида монархии: абсолютна монархия и конституционна монархия. При абсолютната монархия, владетелят няма ограничения върху желанията или правомощията си. В конституционната монархия, правомощията на владетеля са ограничени от документ, наречен конституция.
| Термин                  | Дефиниция |
| ----------------------- | --- |
| Абсолютна монархия      | Управление, при което цялата власт в страната (законодателна, изпълнителна, съдебна, a понякога и духовната власт) е съсредоточена в ръцете на монарха. |
| Конституционна монархия | Управление, при което монархът действа като глава на държавата в рамки, чиито граници са определени от конституцията на страната. |
| Диархия                 | Управление, при което начело на държавата стоят две личности с равни властови права. |
| Изборна монархия        | Вариант на монархическа система на управление, при която владетелят се избира – за разлика от наследствената монархия, в която позицията автоматично се предава като семейно наследство. Демократичният начин на изборите, естеството на квалификациите на кандидатите, и избирателите са различни при всеки случай. Пример за избирателната монархия е Свещената Римска империя. |
| Емирство                | Управление в ислямски държави, при което върховната власт – абсолютна или конституционно ограничена – е съсредоточена в ръцете на емир. |
| Федерална монархия      | Управление на федерална държава с един общ монарх, при което държавите членки на федерацията запазват правата на своите върховни владетели или своята система на немонархическо управление. Пример за такъв вид управление е Германска империя (1871-1918). |
| Монархия                | Управление, при което върховната държавна власт принадлежи на лице от благороден произход – крал, цар, султан, емир, падишах и пр. – и се предава по наследство. |

Пейоративни форми
Независимо от официалната форма на управление в държавата, действителното управление може да бъде повлияно от сектори с политическа власт, които не са част от официалната държавна структура. Някои действия и практики на управляващите като корупция, демагогия или насаждане на страх, също могат да променят начина на управление, ако са достатъчно разпространени.
| Термин          | Дефиниция |
| --------------- | --- |
| Банкокрация     | Управление, при което поради прекомерната си власт банките или други финансови институции имат доминиращо влияние при изработването на държавната политика. |
| Корпоратокрация | Управление, при което икономическата и политическата система е подчинена на корпорации или на корпоративни интереси |
| Непотизъм       | Управление на „племенниците“, при което се фаворизират роднините и близките на тези, които са на власт. |
| Какистокрация   | Управление, при което най-неквалифицираните и глупавите участват във властта и определят държавната политика. |
| Клептокрация    | „Управление на крадците“; форма на управление, при която официалните лица и управляващата класа като цяло търсят лично облагодетелстване и политическа власт за сметка на широките кръгове от населението. По строго определената терминология, клептокрацията не е форма на управление, а характеристика на управление, ангажирано с подобно поведение. Примери за това са Мексико, която се счита за наркоклептокрация, тъй като за нейното демократично правителство се смята, че е корумпирано от тези, които печелят от търговията с наркотици, внасяни контрабандно в САЩ. |
| Охлокрация      | Управление на тълпата. За охлокрацията е характерно, че народът често мени предпочитанията си, повлиян от демагогия. Охлокрацията е характерна за преходни и кризисни периоди. |
| Фобиокрация     | Управление чрез насаждане на страх и омраза; прилага се за манипулиране на общественото мнение. |

#### Според избирането на управляващите
Авторитарни форми
| Термин        | Дефиниция |
| ------------- | --- |
| Авторитаризъм | Управление на авторитарни правителства се идентифицира в общества, в които специфичен кръг от хора държи властта в държавата. Това е политическа система, контролирана от управляващи, които не се избират и обикновено позволяват някаква степен на индивидуална свобода. |
| Тоталитаризъм | Управлението на тоталитарната власт се характеризира със силно централизирани и принудителни органи, които регулират почти всички аспекти на обществения и личен живот. |

Демократични форми
Демокротичите форми на управление са най-често срещани в Западния свят и в някои други страни, повлияни от западното общество, често бивши техни колонии. В демокрациите, голяма част от населението може да гласува или да взима решения (или избира представители, които да взимат решения). Значение в демокрациите имат политическите партии, които са групи от хора със сходни идеи за това как дадена страна или регион трябва да се управлява. Различните политически партии по принцип имат различни идеи за това как управлението трябва да се справя с различни проблеми.
| Термин                    | Дефиниция |
| ------------------------- | --------- |
| Демархия                  |           |
| Демокрация                |           |
| Пряка демокрация          |           |
| Либерална демокрация      |           |
| Представителна демокрация |           |
| Социална демокрация       |           |
| Тотаритарна демокрация    |           |

Олигархични форми
Управленията с олигархични форми се ръководят от малка изолирана група от властимащи и/ или влиятелни хора, които обикновено споделят сходни интереси и/ или семейни отношения. Тези хора може да споделят властта и избират кандидати наравно или не. Олигархията се различава от истинската демокрация, поради това че много малко хора имат възможността да изменят статуквото. Олигархията не е наследствена или монархическа форма. Тя също така не разполагат с един ясен лидер, а има няколко управляващи.
Исторически пример за олигархия е бившия Съюз на съветските социалистически републики. Някои критици на представителната демокрация определят САЩ като олигархия. Атинската демокрация в древността използва хвърляне на жребий, за да избира кандидатите, като почти винаги изидканията са били те да са мъже, бели, гърци, образовани граждани, притежаващи определен минимум земя, богатство и статус.
| Термин       | Дефиниция |
| ------------ | --------- |
| Ергатокрация |           |
| Критархия    |           |
| Нетокрация   |           |
| Олигархия    |           |
| Плутокрация  |           |
| Стратокрация |           |
| Теокрация    |           |

Други форми
| Термин                  | Дефиниция |
| ----------------------- | --------- |
| Анархия                 |           |
| Анокрация               |           |
| Бананова република      |           |
| Революционно управление |           |
| Маоизъм                 |           |